# Flæskholm
Flæskholm är en ö i Danmark. Den ligger i Region Syddanmark, i den södra delen av landet. Flæskholm saknar i princip växtlighet.
Den ligger söder om Fyn och 2 kilometer öster om Avernakø och  har en yta på 0,5 hektar. Namnet kommer troligen av flæsk, som är ett gammalt namn på en flat, skivformad sten.